# Élections constituantes de 1946 dans les colonies de Madagascar et des Comores
Les élections constituantes françaises de 1946 se tiennent le 2 juin. Ce sont les deuxièmes élections constituantes, après le rejet du projet de Constitution française du 19 avril 1946 lors du référendum du 5 mai.

## Mode de scrutin
L'assemblée constituante est composée de 586 sièges pourvus pour la plupart au scrutin proportionnel plurinominal suivant la règle de la plus forte moyenne dans chaque département, sans panachage ni vote préférentiel.
Dans la Colonie de Madagascar et dépendances (qui sera divisé en deux territoires d'outre-mer avec la nouvelle constitution), cinq députés sont à élire, selon le système uninominal majoritaire à deux tours.
Le premier par le collège des citoyens français (les Colons en écrasante majorité), le second par le Collège des non-citoyens (l'élite des populations dites Indigènes).

## Élus
| Circonscription     | Député sortant      | Parti | Parti   | Député élu ou réélu | Parti | Parti      |
| ------------------- | ------------------- | ----- | ------- | ------------------- | ----- | ---------- |
| 1re (Centre et Est) | Louis Le Garrec     |       | MRP     | Jules Castellani    |       | MRP        |
| 1re                 | Joseph Ravoahangy   |       | MDRM    | Joseph Ravoahangy   |       | MDRM       |
|                     |                     |       |         |                     |       |            |
| 2e (Ouest)          | Georges Boussenot   |       | Rad-soc | Pierre Rossignol    |       | Action fr. |
| 2e                  | Joseph Raseta       |       | MDRM    | Joseph Raseta       |       | MDRM       |
|                     |                     |       |         |                     |       |            |
| 3e (Comores)        | Saïd Mohamed Cheikh |       | UDSR    | Saïd Mohamed Cheikh |       | UDSR       |

## Résultats

### Première circonscription (Centre et Est de Madagascar)

#### Collège des Citoyens
| Parti    | Parti    | Candidat         | Premier tour | Premier tour | Ballotage | Ballotage |
| Parti    | Parti    | Candidat         | Voix         | %            | Voix      | %         |
| -------- | -------- | ---------------- | ------------ | ------------ | --------- | --------- |
|          | Rad ind. | Mr François      | 1 368        | 24,96        | 1 556     | 25,53     |
|          | MRP      | Jules Castellani | 1 286        | 23,47        | 2 532     | 41,54     |
|          | Soc ind. | Mr Girot         | 1 206        | 22,01        | 1 802     | 29,57     |
|          |          | Mr Rama-Holimaso | 472          | 8,61         |           |           |
|          |          | Gaston Brunet    | 433          | 7,90         | 170       | 2,79      |
|          |          | Mr Lacaille      | 313          | 5,71         |           |           |
|          |          | Mr Figoli        | 166          | 3,03         |           |           |
|          |          | Mr Dupuy         | 152          | 2,78         |           |           |
|          |          | Mr Rigot         | 71           | 1,30         |           |           |
|          |          | Divers           | 14           | 0,26         | 35        | 0,57      |
|          |          |                  |              |              |           |           |
| Inscrits | Inscrits | Inscrits         | 12 287       | 100,00       | 12 287    | 100,00    |
| Votants  | Votants  | Votants          | 5 587        | 45,47        | 6 154     | 50,09     |
| Exprimés | Exprimés | Exprimés         | 5 480        | 98,09        | 6 095     | 99,64     |

### Collège des Non-Citoyens
|          | MDRM     | Joseph Ravoahangy *    | 31 920 | 91,51  |  |  |
|          | PADESM   | Pascal Velonjara       | 1 824  | 5,23   |  |  |
|          |          | Mr Rasamoely Lola      | 937    | 2,69   |  |  |
|          |          | Émile Razakaiza        | 127    | 0,36   |  |  |
|          |          | Mr Andriansilian Arivo | 20     | 0,06   |  |  |
|          |          | Divers                 | 52     | 0,15   |  |  |
|          |          |                        |        |        |  |  |
| Inscrits | Inscrits | Inscrits               | 52 261 | 100,00 |  |  |
| Votants  | Votants  | Votants                | 35 211 | 67,38  |  |  |
| Exprimés | Exprimés | Exprimés               | 34 880 | 99,06  |  |  |

### Deuxième circonscription (Ouest et Sud de Madagascar)

#### Collège des Citoyens
| Parti    | Parti      | Candidat           | Premier tour | Premier tour | Ballotage | Ballotage |
| Parti    | Parti      | Candidat           | Voix         | %            | Voix      | %         |
| -------- | ---------- | ------------------ | ------------ | ------------ | --------- | --------- |
|          | Action fr. | Pierre Rossignol   | 1 275        | 42,70        | 1 866     | 54,67     |
|          | MRP        | Maurice Descomps   | 1 200        | 40,19        | 1 522     | 44,59     |
|          |            | Maurice Fontoymont | 222          | 7,44         |           |           |
|          |            | Louis Descarre     | 191          | 6,40         |           |           |
|          |            | Mr Dubois          | 84           | 2,81         |           |           |
|          |            | Mr Lacour          | 6            | 0,20         |           |           |
|          |            | Divers             | 0            | 0,00         | 25        | 0,73      |
|          |            |                    |              |              |           |           |
| Inscrits | Inscrits   | Inscrits           | 6 732        | 100,00       | 6 732     | 100,00    |
| Votants  | Votants    | Votants            | 3 160        | 46,94        | 3 466     | 51,49     |
| Exprimés | Exprimés   | Exprimés           | 2 986        | 94,49        | 3 413     | 98,47     |

### Collège des Non-Citoyens
|          | MDRM       | Joseph Raseta *  | 13 529 | 58,88  |  |  |
|          | PADESM     | Félix Totolehibe | 8 502  | 37,00  |  |  |
|          |            | Mr Raveloson     | 497    | 2,16   |  |  |
|          | diss. MDRM | Paul Ralaivoavy  | 213    | 0,93   |  |  |
|          |            | Divers           | 122    | 0,53   |  |  |
|          |            |                  |        |        |  |  |
| Inscrits | Inscrits   | Inscrits         | 32 217 | 100,00 |  |  |
| Votants  | Votants    | Votants          | 23 302 | 72,11  |  |  |
| Exprimés | Exprimés   | Exprimés         | 22 979 | 98,61  |  |  |

### Troisième circonscription (Comores)

#### Collège Mixte (Citoyens et Non-Citoyens)
|          | UDSR     | Saïd Mohamed Cheikh * | 3 685 | 99,38  |  |  |
|          |          |                       |       |        |  |  |
| Inscrits | Inscrits | Inscrits              | 4 818 | 100,00 |  |  |
| Votants  | Votants  | Votants               | 3 708 | 76,96  |  |  |
| Exprimés | Exprimés | Exprimés              | 3 885 | 99,38  |  |  |